# Hipolit Sibilski
Hipolit Sibilski (ur. 1 lipca 1847 w Wielichowie) – polski działacz polonijny w Niemczech.

## Życiorys
Syn Mateusza (1807-) i Nepomuceny z domu Bzyl (1821-1865). Jego rodzeństwem byli: Franciszek (1841-1907), Marianna (1842-1900, po mężu Danel), Antoni (1845-), Elżbieta (1849-), Agnieszka (1852-), Magdalena (1855-), Tekla (1857-). Jego żoną od 1873 była Franciszka z domu Wytyk (1847-), z którą miał dzieci: Julian (1873-1953), Prakseda (1877-1880), Prakseda (1880-) i Jan (1882-).
W drugiej połowie XIX wieku był założycielem towarzystw kościelnych na terenie Nadrenii i Westfalii w Cesarstwie Niemieckim. Organizował i występował na wiecach w Niemczech (np. w Dortmundzie). Zasiadał w zarządzie Związku Polaków w Niemczech.
Był współzałożycielem Zjednoczenia Zawodowego Polskiego w Bochum (niem. Polnische gewerkschaftliche Vereinigung), w którym pełnił funkcję sekretarza i zastępcy sekretarza.
Zamieszkiwał przy Dorstenerstrasse 9 w Bochum.
2 maja 1923 został odznaczony Krzyżem Kawalerskim Orderu Odrodzenia Polski.